# Boiga bourreti
Boiga bourreti är en ormart som beskrevs av Tillack, Ziegler och Le Khac Quyet 2004. Boiga bourreti ingår i släktet Boiga och familjen snokar. Inga underarter finns listade.
Arten förekommer med flera mindre och från varandra skilda populationer i Vietnam. Den lever i kulliga områden och i bergstrakter mellan 500 och 1500 meter över havet. Kanske når Boiga bourreti även Laos och Kambodja. Ett exemplar hittades i lövskiktet av en städsegrön skog. Andra exemplar upptäcktes under natten i närheten av mindre vattendrag. Antagligen har arten liksom andra släktmedlemmar små ryggradsdjur som föda. Honor av andra släktmedlemmar lägger ägg.
Skogarnas omvandling till jordbruksmark är det största hotet mot beståndet. Ibland fångas exemplar och säljs som sällskapsdjur. Populationen minskar och utbredningsområdet är begränsat. IUCN kategoriserar arten globalt som starkt hotad.